# أمريكا المفتوحة 2003 (كرة مضرب)
قائمة بالأبطال في بطولة 2003 أمريكا المفتوحة:

## الكبار

### فردي رجال
أندي روديك هزم  خوان كارلوس فيريرو، 6-3, 7-6, 6-3

### فردي سيدات
جوستين إنين هزم  كيم كلايسترز، 7-5, 6-1

### زوجي رجال
يوناس بورغمان و تود وودبريدج هزم  بوب براين و مايك براين، 5-7, 6-0, 7-5

### زوجي سيدات
فيرجينيا روانو باسكال و باولا سواريز هزم  سفيتلانا كوزنيتسوفا و مارتينا نافراتيلوفا، 6-2, 6-2

### زوجي مختلط
كاترينا سريبوتنيك و بوب براين هزم  لينا كراسنوروتسكايا و دانييل نيستور، 5-7, 7-5, 7-6(5)

## الشباب

### فردي أولاد
جو ويلفريد تسونقا هزم  ماركوس باجداتيس، 7-6, 6-3

### فردي بنات
كريستين فليبكنيس هزم  ميكائيلا كراجيسيك، 6-3, 7-5

### زوجي أولاد
لم تلعب بسبب سوء الأحوال الجوية

### زوجي بنات
لم تلعب بسبب سوء الأحوال الجوية